# Ройзін Борис Павлович
Борис Павлович (Фавелевич) Ройзін (також Ройзен; їд. בערל רױזן‎ — Берл Ройзн) (21 грудня 1913, Атаки, Сорокський повіт, Бессарабська губернія — 12 серпня 1986, Кишинів) — радянський єврейський літературознавець та педагог України та СРСР. Писав на ідиш.

## Біографія
Берл Ройзін народився в 1913 році в придністровському містечку Атаки (тепер в Окницькому районі Молдови) в сім'ї різника. За деякими даними, жив також у сусідніх Бричанах Хотинського повіту (тепер райцентр Бричанський район Молдови). Закінчив вчительську семінарію при чернівецькому єврейському шкільному об'єднанні ("Ідішер Шул-Фарейн"), де одночасно з ним навчалися майбутні літератори Іхіл Іцикович, Лейзер Подрячик, Меер Харац і Ершл Цельман. Працював учителем єврейської мови та літератури у єврейських школах Чернівців. Після приєднання до СРСР був прийнятий одним із перших у новостворену 27 липня 1940 року єврейську секцію чернівецького відділення Спілки письменників Української РСР (згодом розформована).
Дебютував у пресі в 1936 році літературознавчими роботами у варшавському журналі «Ідиш Фар Алемен» (Єврейська мова для всіх), публікував роботи з єврейської філології в періодичних виданнях Чернівців. В роки Другої світової війни — в діючій армії. Після повернення з фронту викладав єврейську мову та літературу в єврейській середній школі № 18 у Чернівцях — одній з чотирьох єврейських шкіл, що залишилися після війни в Радянському Союзі. Деякий час, аж до її закриття в 1948 році, ця школа була єдиною єврейською школою країни і Берл Ройзн, таким чином, виявився «останнім учителем єврейської мови в останній єврейській школі», як він згодом з гіркотою іменував свій титул якому не позаздриш. Після закриття школи закінчив філологічний факультет Чернівецького університету і викладав англійську мову в школах міста. Публікувався в варшавській газеті «Фолксштиме» («Голос Народу»), після відновлення єврейської преси (1961 рік) регулярно співпрацював з єдиним єврейським журналом що видавався в країні  «Совєтиш Геймланд» (Радянська Батьківщина); друкувався також у паризькій газеті «Найе Пресе» (Нова преса), нью-йоркському журналі «Идише Култур» (Єврейська культура) і в «Біробіджанер Штерн» (Біробіджанська зірка).
У наступні десятиліття вийшли численні роботи Ройзена про єврейську тематику у творах класиків російської літератури (М. Ю. Лермонтова, М. Є. Салтикова-Щедріна, А. П. Чехова, Л. М. Толстого, І. С. Тургенєва, Ф. М. Достоєвського, В. Г. Короленко, А. І. Купріна, Максима Горького), більш сучасних письменників Миколи Бажана, Григорія Кановича та інших. Опублікував роботи з епістолярної спадщини Шолом-Алейхема, аналізу творів Бера Гальперна та Еліезера Штейнбарга, перекладав на ідиш твори російських, українських, англійських та німецьких письменників. Автор методичних робіт з викладання іноземних мов у середній школі.
Берл Ройзн до кінця життя жив у Чернівцях; був збитий автомобілем під час відвідування родичів у Кишиневі. Посмертно, в 1988 році в Тель-Авіві вийшла збірка філологічних праць, згодом переведений на іврит.

## Монографії
- ליטעראַריש-היסטאָרישע שטודיִעס (літераріш-hисторише штудієс — літературно-історичні дослідження, на ідиші), І. Л. Перець Фарлаг:1
- Демуйот у-Мотивім Ехудіім ба-Сіфрут hаРусіт ("єврейські образи і мотиви в російській літературі", на івриті), Кібуц Шамір, 2003.

## Публікації
- Ройзен, Б. П., Філіпченко, І. Г. Кінофільм «Пригода на річці» на уроці англійської // Іностр. яз. у шк. - 1959. - № 4. - С.88-91.
- Філіпченко, І. Г., Ройзен, Б. П. Активізація лексичного матеріалу за допомогою звукового кіно при вивченні тексту «ЛОНДОН» у VIII класі // Іноземні мови у школі: Збірник з досвіду викладання. - Київ, 1960. - Вип.4. - С.13-18. - (На укр. яз.).
- Филипченко, І. Р., Ройзен, Б. П. Кінофільм «По Індонезії» під час уроку англійської // Іностр. яз. у шк. - 1961. - № 5. - С.51-54.